# Donnellsmithia juncea
Donnellsmithia juncea là một loài thực vật có hoa trong họ Hoa tán. Loài này được (Humb. & Bonpl. ex Spreng.) Mathias & Constance mô tả khoa học đầu tiên năm 1973.